# Frederica Sagor Maas
Pour les articles homonymes, voir Maas.
Frederica Sagor Maas, née à New York le 6 juillet 1900 et morte le 5 janvier 2012 à La Mesa (Californie) à l'âge de 111 ans, est une dramaturge et scénariste de cinéma de nationalité américaine.

## Biographie
Née Frederica Alexandrina Sagor à New York en 1900, elle débute dans le spectacle à l'époque du cinéma muet. En 1925, elle contribue à lancer Clara Bow et à en faire une star avec le film The Plastic Age. Elle travaille ensuite avec de nombreuses stars du cinéma muet, comme Norma Shearer - qui devient une intime -, Greta Garbo, John Gilbert, Barbara Kent et Emil Jannings.
En 1927, elle épouse Ernest Maas, également scénariste. Ils resteront mariés jusqu'à la mort de celui-ci en 1986. Elle étudie le journalisme à l'université Columbia, rédige quelques articles pour le New York Globe (en) avant d'être engagée à Universal Studios comme éditrice, puis plus tard comme scénariste à la MGM.
En 1947, elle écrit son dernier scénario, The Shocking Miss Pilgrim, dont le sujet traite du féminisme à la fin du XIXe siècle.
Pendant le maccarthysme, alors que le gouvernement américain pourchasse les communistes et leurs sympathisants, elle est interrogée avec son mari par le FBI pour avoir contribué à la publication de deux manifestes communistes.
En 1999, âgée de 99 ans, elle publie son autobiographie dans laquelle elle règle ses comptes avec Hollywood et le gouvernement américain.

## Filmographie
- 1925 : The Goose Woman de Clarence Brown
- 1925 : His Secretary (en) de Hobart Henley
- 1925 : Quand on a vingt ans (The Plastic Age) de Wesley Ruggles
- 1926 : Dance Madness de Robert Z. Leonard
- 1926 : Maître Nicole et son fiancé (The Waning Sex) de Robert Z. Leonard
- 1926 : That Model from Paris de Louis J. Gasnier
- 1926 : La Chair et le Diable (Flesh and the Devil) de Clarence Brown
- 1927 : The First Night de Richard Thorpe
- 1927 : Le Coup de foudre (It) de Clarence G. Badger
- 1927 : Frères ennemis (Rolled Stockings) de Richard Rosson
- 1927 : Quand la chair succombe (The Way of All Flesh) de Victor Fleming
- 1927 : Hula de Victor Fleming
- 1927 : Silk Legs d'Arthur Rosson
- 1928 : La Belle aux cheveux roux (Red hair) de Clarence G. Badger
- 1928 : The Farmer's Daughter d'Arthur Rosson
- 1935 : Piernas de Seda de John Boland et Enrique de Rosas (es)
- 1947 : L'Extravagante Miss Pilgrim (The Shocking Miss Pilgrim) de George Seaton